# Georg Wilhelm Freyreiss
Georg Wilhelm Freyreiss (* 1789 - 1825) fue un naturalista alemán. 
De 1815 a 1817 Wied conduce una expedición a Brasil sudoriental, acompañado por el ornitólogo del sur de Fráncfort Georg Wilhelm Freyreiss y por el botánico de Berlín Friedrich Sellow (1789-1831). Estuvieron tres años, y estudian flora y fauna local, y las naciones amerindias de la selva del norte de Río de Janeiro. 
Freyreiss se propone al servicio del Museo de Zoología de Berlín en 1816 para recolectar especímenes de historia natural en América del Sur. Así, de 1817 a 1825, obtiene varios millares de aves. 
Sus conservados, representando 24.700 táleros, con la reventa duplica la ganancia. El ejemplo de Freyreiss suscitó a numerosos émulos durante los años siguientes.
- La abreviatura «Freyr.» se emplea para indicar a Georg Wilhelm Freyreiss como autoridad en la descripción y clasificación científica de los vegetales.[1]

## Fuente
- Wiki culturaapicola (enlace roto disponible en Internet Archive; véase el historial, la primera versión y la última).